# مارتيني (سويسرا)
مارتيني (بالفرنسية: Martigny)‏ (بالإنجليزية: Martini)‏ هي بلدية تقع في كانتون فاليز في سويسرا. يقدر عدد سكانها بـ 17,212 نسمة .

## المدن التوأمة
مدن Vaison-la-Romaine، سورزيه ‏ و أوستا هي مدن توأمة لـمارتيني (سويسرا).

## معرض صور

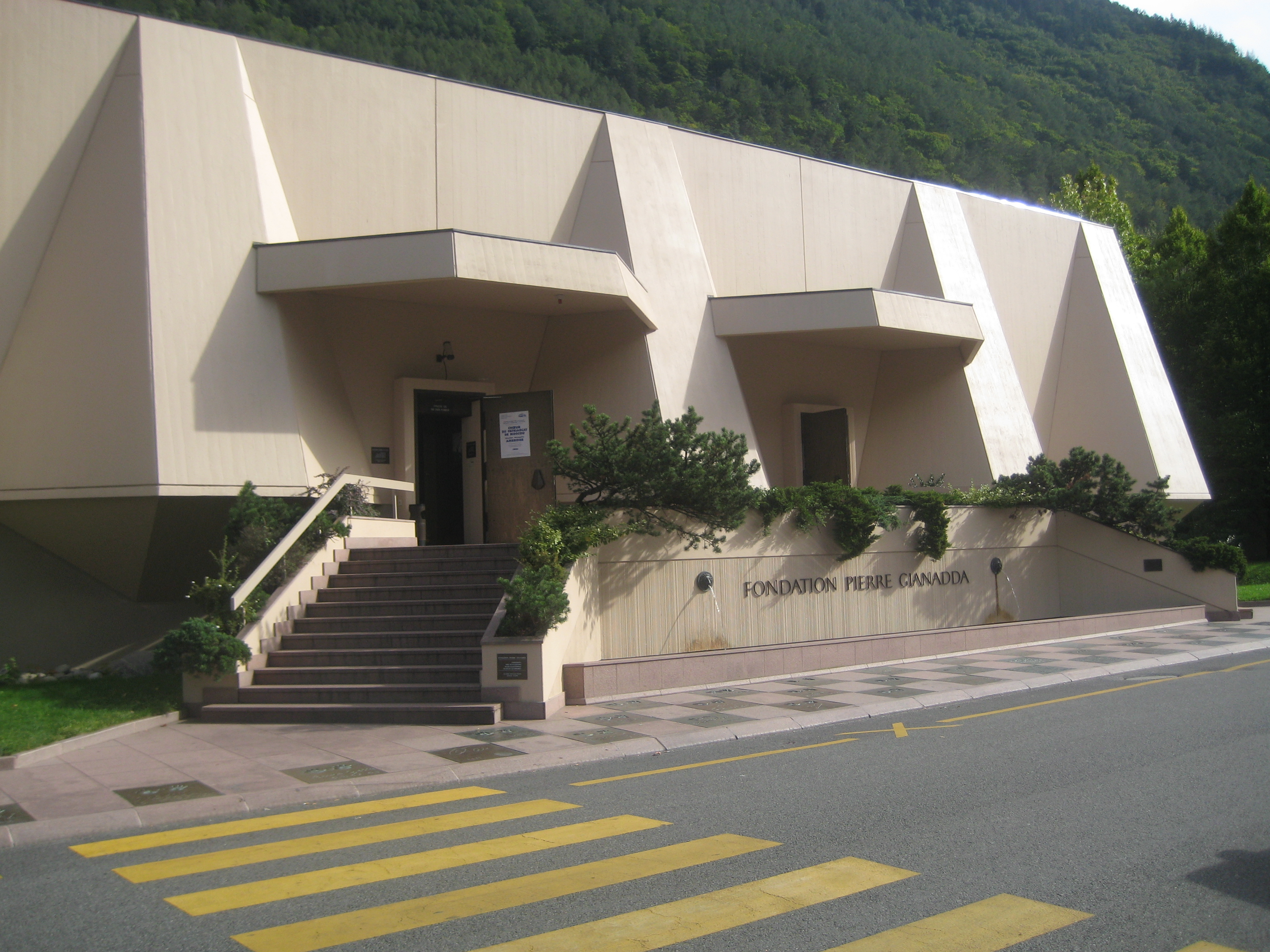
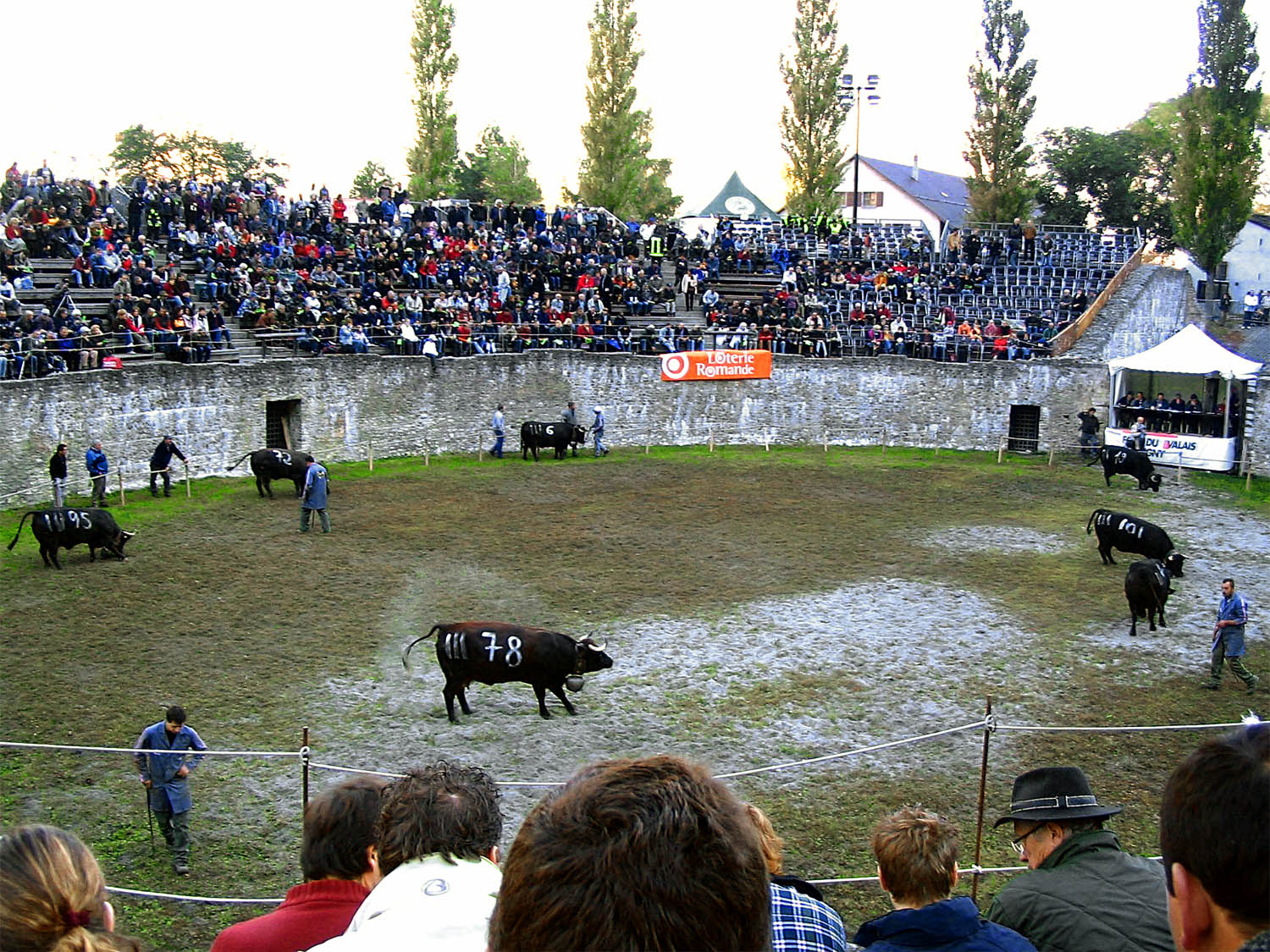
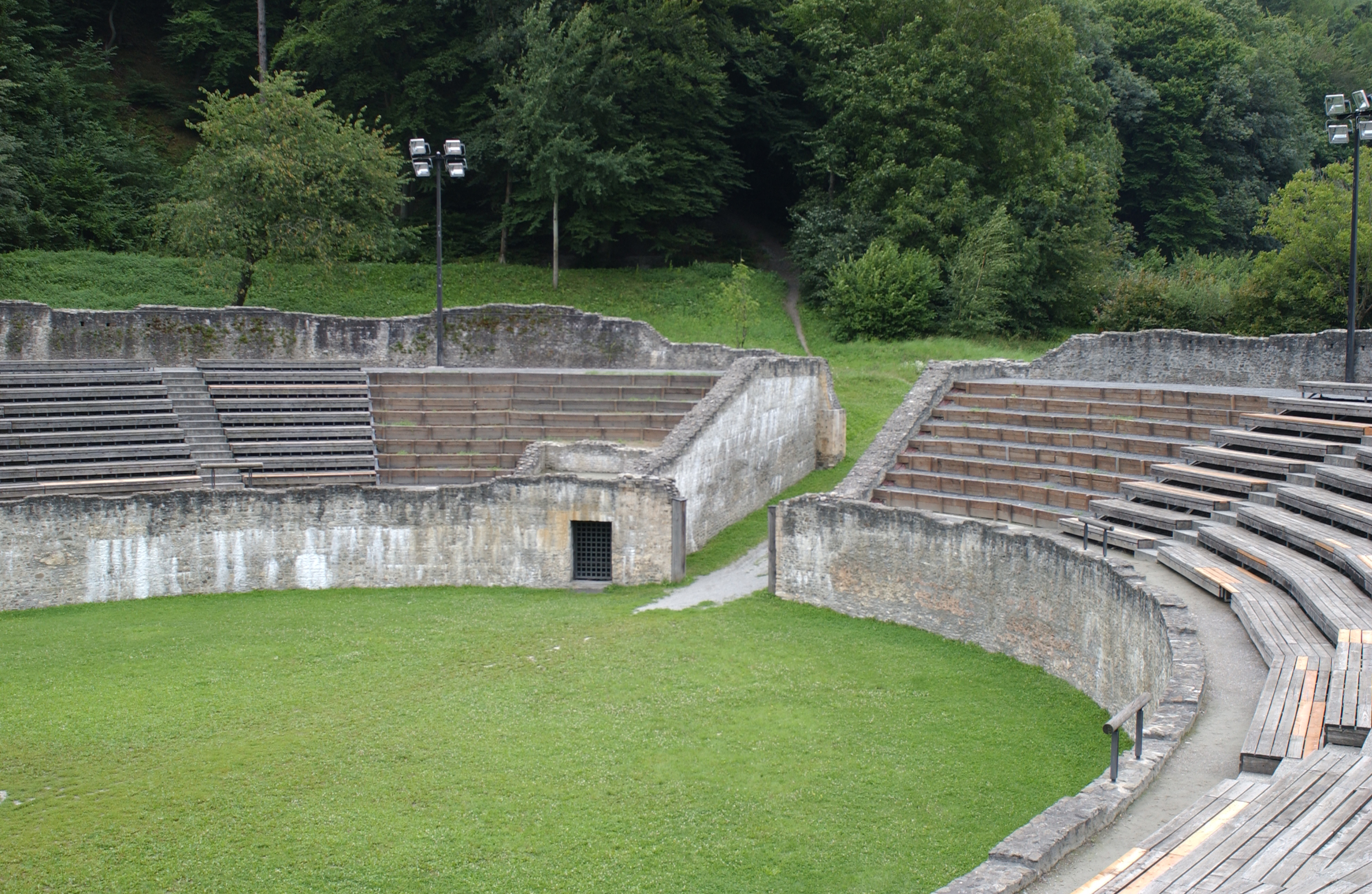
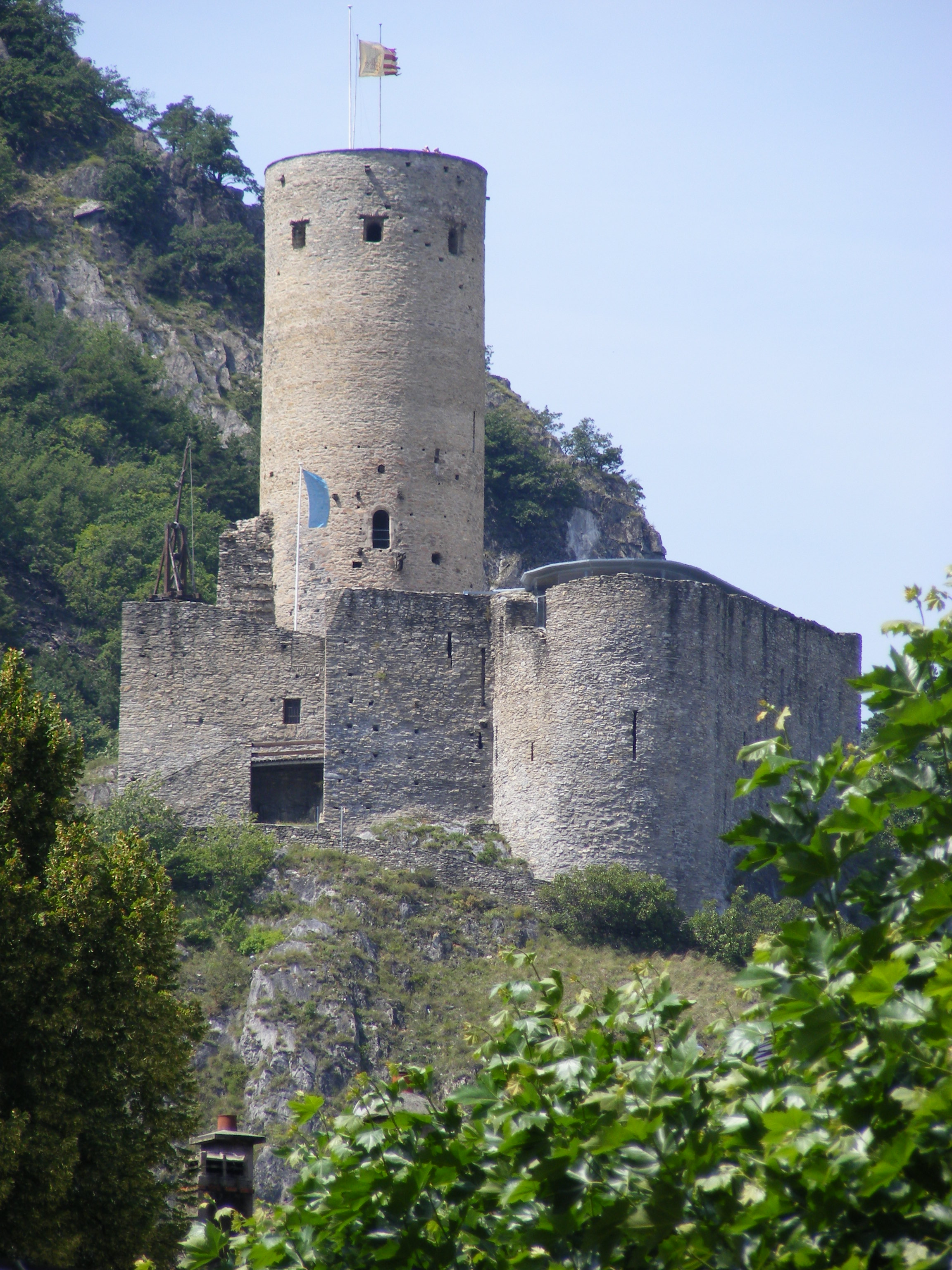

## أعلام
- سيباستيان رايشنباخ
- هيلين سميث
- مارسيل يفبفر